# Franz Krommer
Franz Vincez Krommer, czes. František Vincenc Kramář (ur. 27 listopada 1759 w Kamenicy, zm. 8 stycznia 1831 w Wiedniu) – czeski kompozytor.

## Życiorys
Dzieciństwo i młodość spędził w drobnomieszczańskim środowisku czeskim uległym wpływom niemieckim. Jego ojciec, Jiří Kramář, był właścicielem zajazdu i burmistrzem Kamenicy. W latach 1773−1776 uczył się gry na organach i skrzypcach u swojego wuja, Antona Matthiasa Krommera (1742−1804), kompozytora i dyrygenta chóru w Tuřanach. W zakresie kompozycji był samoukiem. Około 1777 roku został organistą w Tuřanach. W 1785 roku odwiedził Wiedeń, skąd udał się do Simontornya, gdzie w 1787 roku został dyrygentem kapeli nadwornej hrabiego von Styrum. Od 1790 roku pełnił funkcję kapelmistrza katedry w Peczu, od 1793 roku kapelmistrza orkiestry hrabiego Károlyi i wkrótce potem księcia Grassalkovich de Gyarak.
W 1795 roku osiadł na stałe w Wiedniu, gdzie nauczał gry na skrzypcach i kompozycji. W 1798 roku został kapelmistrzem na dworze księcia Ignaza Fuchsa. Od 1810 roku był dyrygentem baletów w wiedeńskim Hoftheater. Od 1815 roku pełnił funkcję odźwiernego apartamentów cesarskich Franciszka II, któremu towarzyszył w podróżach do Francji i Włoch. Po śmierci Leopolda Koželuha w 1818 roku objął po nim stanowisko dyrektora muzyki kameralnej i dyrygenta dworu cesarskiego.

## Ważniejsze kompozycje
(na podstawie materiałów źródłowych)

### Utwory orkiestrowe
- 9 symfonii (I F-dur 1798, II D-dur 1803, III D-dur 1808, IV c-moll ok. 1820, V Es-dur ok. 1820, VI D-dur 1830, VII i VIII zaginione, IX C-dur 1830)

### Utwory 2−3 instrumenty solowe i orkiestrę
- 3 concertina na flet, obój i skrzypce (C-dur 1799, F-dur 1803, G-dur 1803)
- 2 concertina na flet, klarnet i skrzypce (Es-dur ok. 1808, D-dur po 1808)
- Concertante na 2 klarnety (ok. 1802)
- Concerto Es-dur na 2 klarnety (ok. 1815)

### Utwory na instrument solowy i orkiestrę
- 8 koncertów skrzypcowych (I 1802, II−V 1803, VI 1808, VII ok. 1808, VIII ok. 1826)
- Concerto F-dur na skrzypce i orkiestrę smyczkową
- 2 koncerty na flet (G-dur ok. 1804, e-moll ok. 1826)
- 2 koncerty na obój (F-dur 1803, F-dur 1805)
- Koncert Es-dur na klarnet (1803)

### Utwory kameralne
- 26 kwintetów smyczkowych
- 9 kwintetów na flet, skrzypce, 2 altówki i wiolonczelę
- Kwintet na klarnet, skrzypce, 2 altówki i wiolonczelę
- 73 kwartety smyczkowe
- Douze valses viennoises na kwartet smyczkowy
- 9 kwartetów na flet, skrzypce, altówkę i wiolonczelę
- 5 kwartetów na klarnet, skrzypce, altówkę i wiolonczelę
- 2 kwartety na fagot, 2 altówki i wiolonczelę
- 2 kwartety fortepianowe
- Treize pièces na 2 klarnety i altówkę
- 2 tria na fortepian, skrzypce i wiolonczelę
- Trio na fortepian, altówkę i wiolonczelę
- Trio smyczkowe
- 27 duetów na 2 skrzypiec
- 6 sonat na skrzypce i fortepian
- 3 sonaty na skrzypce i altówkę
- Sonata na skrzypce i kontrabas
- wariacje na skrzypce i kontrabas

### Utwory religijne
- 2 msze na chór, organy i orkiestrę (C-dur i d-moll)